# Cratere Gerasimovich
Gerasimovich è un cratere lunare di 90,19 km situato nella parte sud-orientale della faccia nascosta della Luna, poco oltre il terminatore a ovest-nordovest dell'immenso bacino da impatto Mare Orientale. I crateri principali nelle vicinanze di Gerasimovich sono Houzeau a nord ed Ellerman a sudest.
Degli impatti hanno consumato il bordo esterno e modificato il perimetro. Il cratere 'Gerasimovich D', molto più giovane, giace sul bordo nordorientale, vicino al centro di una regione dove è presente un deposito di materiale con un'albedo più elevata. A ovest-sudovest è presente il cratere 'Gerasimovich R', dai bordi molto definiti. Il fondo di Gerasimovich è irregolare vicino ai bordi ed è contrassegnato da piccoli crateri.
I materiali espulsi (ejecta) dell'impatto che ha generato il Mare Orientale raggiungono il bordo di Gerasimovich.
Il cratere è dedicato all'astronomo russo Boris Petrovič Gerasimovič.

## Crateri correlati
Alcuni crateri minori situati in prossimità di Gerasimovich sono convenzionalmente identificati, sulle mappe lunari, attraverso una lettera associata al nome.
| Gerasimovich | Coordinate             | Diametro (in km) |
| ------------ | ---------------------- | ---------------- |
| D            | 22°25′12″S 122°01′48″W | 25,56            |
| R            | 24°13′48″S 126°22′12″W | 52,08            |